# Kulisy wielkiej rewii
Kulisy wielkiej rewii – amerykański musical z 1941 roku w reżyserii Roberta Z. Leonarda. W zamierzeniu miał to być sequel filmu Wielki Ziegfeld.

## Fabuła
Przedstawia historię teatru muzycznego Ziegfielda, dzięki losom trzech tancerek: Susan Gallagher (Judy Garland), Sandra Kolter (Hedy Lamarr), Sheila Regan (Lana Turner).

## Obsada
- James Stewart jako Gilbert Young
- Judy Garland jako Susan Gallagher
- Hedy Lamarr jako Sandra Kolter
- Lana Turner jako Sheila Regan
- Tony Martin jako Frank Merton
- Jackie Cooper jako Jerry Regan
- Ian Hunter jako Geoffrey Collis
- Philip Dorn jako Franz Kolter